# Idiocera (Idiocera) serratistyla
Idiocera (Idiocera) serratistyla is een tweevleugelige uit de familie steltmuggen (Limoniidae). De soort komt voor in het Oriëntaals gebied.